# Kargil (Distrikt)
Der Distrikt Kargil ist ein Verwaltungsdistrikt im indischen Unionsterritorium Ladakh.
Kargil liegt im Hochgebirge nahe der Line of Control, angrenzend an das von Pakistan verwaltete Gilgit–Baltistan im Norden und das zum Großteil von Indien verwaltete Kaschmirtal im Westen. Kargil ist seit 1979 ein eigenständiger Distrikt. Pakistan versuchte 1999 vergeblich, das Gebiet im Kargil-Krieg zu erobern.

## Geographie
Der Distrikt liegt in den östlichen Ausläufern des Himalaya. Geographisch entspricht er einer Hochgebirgswüste mit geringer Vegetation fast ausschließlich in den Tälern. Die Höhe über dem Meeresspiegel variiert zwischen etwa 2438 und 7010 m (8000 bis 23 000 Fuß). Kargil ist von Jammu und Kashmir im Westen sowie vom Distrikt Leh im Osten durch hohe Gebirgszüge getrennt, die einzelne Pässe aufweisen. Über den 3567 m hohen Zoji-La-Pass ist der Distrikt mit dem Kaschmirtal im Westen verbunden und über den 4192 m hohen Fotu-La-Pass sowie den etwa 3700 m hohen Namika-La-Pass mit dem Distrikt Leh im Osten. Es gibt vier große natürliche Täler: Suru-Tal, Dras-Tal, Indus-Tal und das obere Sind-Tal des Kanji Nala-Tals. Die wichtigsten Flüsse sind Dras, Suru, Zanskar und Indus. Menschliche Siedlungen finden sich hauptsächlich im Suru-Tal.

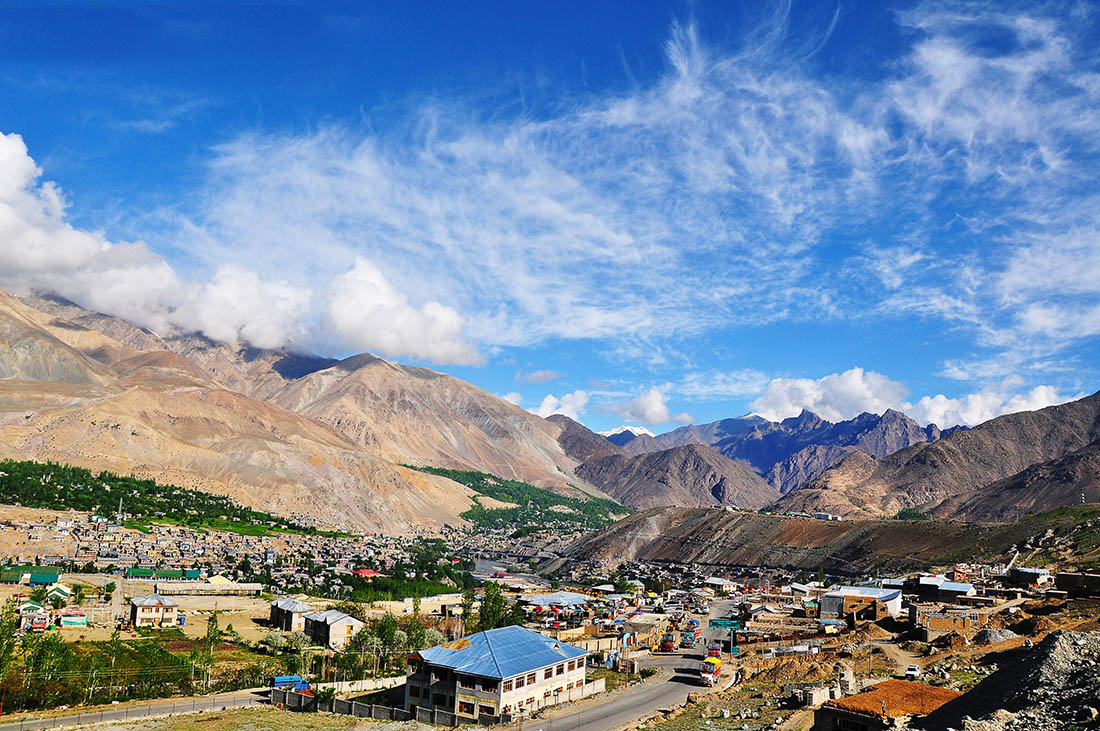
Distrikthauptstadt Kargil

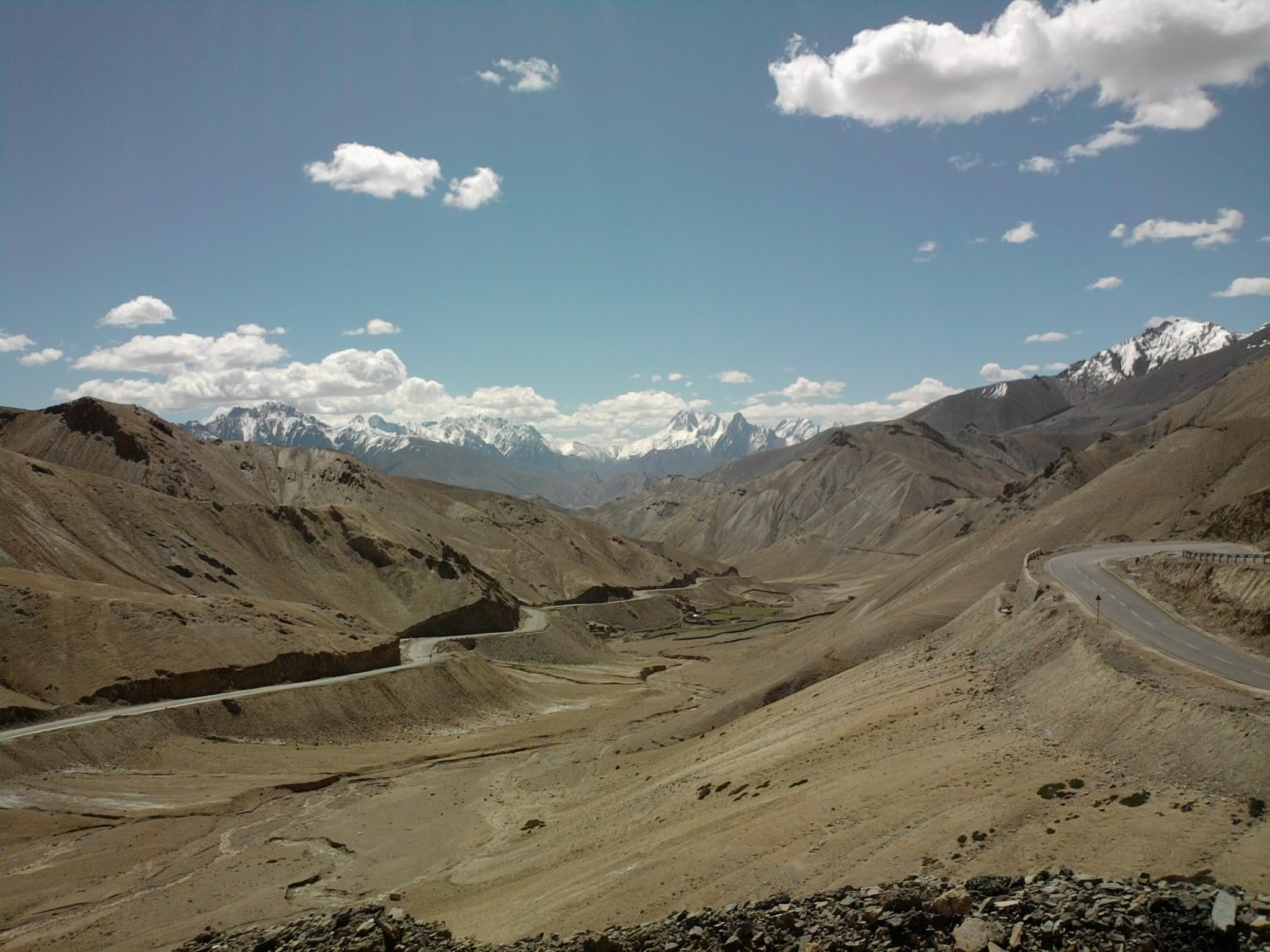
Fotu-La-Passstraße

Der National Highway 1D, der Srinagar mit Leh verbindet, führt durch Kargil. Die Straße ist wegen starken Schneefalls am Zoji-La-Pass normalerweise nur zwischen Juni und Mitte November geöffnet. Kargil liegt 204 km von Srinagar entfernt. Es gibt eine Straße, die nach Zanskar im Süden führt und auf den ersten 40 Kilometern befestigt ist. Die Gesamtentfernung bis nach Zanskar beträgt fast 220 Kilometer und die Straße ist nur von Juni bis September geöffnet. Die Region wurde von der indischen Regierung für den Tourismus erschlossen. Indien und Pakistan haben überlegt, eine Busverbindung von der pakistanischen Stadt Skardu nach Kargil einzurichten.

## Klima

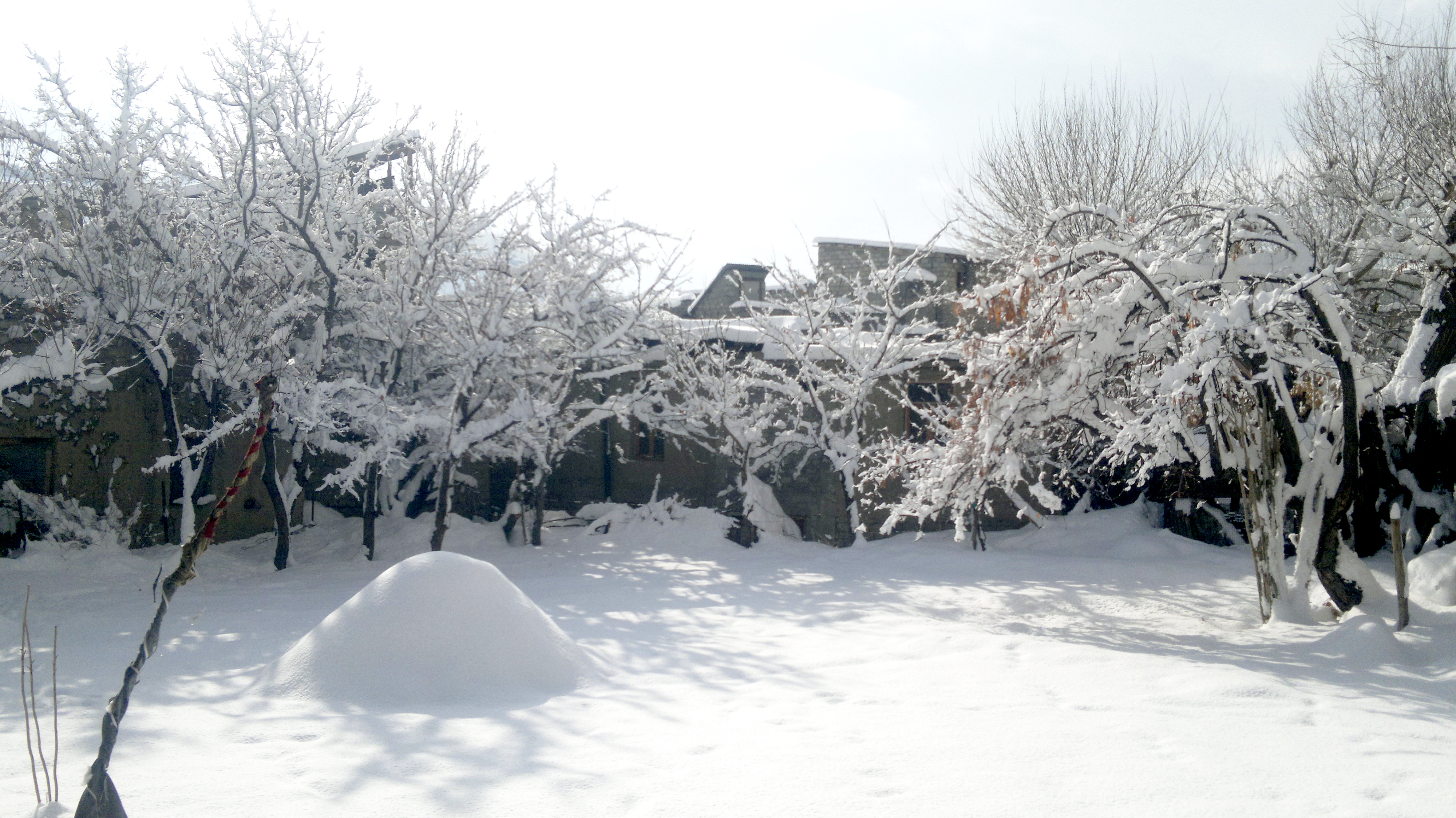
Winter in Kargil

In Kargil herrscht ein kaltes, arides Klima. Hinsichtlich der Temperaturen gibt es große Tag-Nacht-Unterschiede und sehr große jahreszeitliche Unterschiede. Die Temperaturen bewegen sich zwischen minimal −48 °C im Winter und maximal +35 °C im Sommer. Tiefste Temperaturen wurden beim Ort Drass gemessen, der als kältester bewohnter Ort außerhalb Sibiriens gilt. Der Jahresniederschlag ist mit etwa 150 mm gering und fällt meist in Form von Schnee. Das Klima wird durch starke Winde beeinflusst. Zwischen November und April werden Windgeschwindigkeiten zwischen 3 und 20 km/h erreicht und in den Monaten Mai bis Oktober Windgeschwindigkeiten von 18 bis 35 km/h.

## Geschichte
Der Name Kargil leitet sich nach einer Vermutung von den Worten Khar und rKil ab. Khar bedeutet „Burg“ und rKil bedeutet „Mitte zwischen Burgen“. Der Ort lag also zwischen verschiedenen Herrschaftsgebieten. Eine andere Theorie leitet das Wort Kargil von den Worten Gar und Khil ab. Gar bedeutet in der örtlichen Sprache „irgendwo“ und Khil bedeutet „ein zentraler Platz“. Ein früherer Name des Gebiets war Purig. Eine Darstellung der Geschichte von Purig findet sich in dem Buch Qadeem Ladakh von Kacho Sikander Khan, der die Familiengeschichte der verschiedenen Herrscher der Region darstellt.
Kargil lag bis zur Teilung Indiens, als die Kaschmirfrage 1947 zum Ersten Indisch-Pakistanischen Krieg führte,  weitgehend außerhalb des politischen Interessenfokus. Es gab Gefechte um Kargil und die gesamte Region mit Dras und dem Zoji-La-Pass kamen unter pakistanische Kontrolle, wurden aber im November 1948 zurückerobert. Das Gebiet blieb nach dem Waffenstillstand bei Indien. Im Zweiten Indisch-Pakistanischen Krieg kam es erneut zu Kampfhandlungen und es gelang Indien zweimal, das gesamte Gebiet von Kargil unter seine Kontrolle zu bringen. Der erste indische Sieg war am 17. Mai 1965, als Gefechte von pakistanischer Seite im Bereich von Kachchh ausbrachen und Indien in Kaschmir angriff.
Dieser Gewinn musste gemäß einer Entscheidung der UNMOGIP zurückgegeben werden. Am 15. August gelangte Kargil erneut vollständig unter indische Kontrolle. Es musste entsprechend der Erklärung von Taschkent zurückgegeben werden. Aber im Dritten Indisch-Pakistanischen Krieg 1971 wurde die gesamte Region erneut unter Leitung von Colonel Chewang Rinchen von Indien erobert.
Die indische Armee begann Angriffe in der Nacht, als die Temperaturen auf unter −17 °C sanken und 15 pakistanische Stützpunkte in Höhen von über 5000 m eingenommen wurden. Nach der Niederlage Pakistans wurde das Shimla-Abkommen geschlossen und Kargil und andere strategisch wichtige Orte in der Nähe kamen zu Indien. Kargil wurde 1979 als eigenständiger Distrikt innerhalb der Region Ladakh geschaffen und vom Distrikt Leh abgetrennt.
Die Region geriet erneut in den Fokus des Weltinteresses, als im Frühjahr 1999 pakistanische Truppen unter dem damaligen pakistanischen Oberbefehlshaber General Pervez Musharraf unbesetzte Außenposten der indischen Armee um Kargil und Dras besetzten. Als Folge kam es zum Kargil-Krieg, in dem Indien die Kontrolle über Kargil behielt.

## Bevölkerung

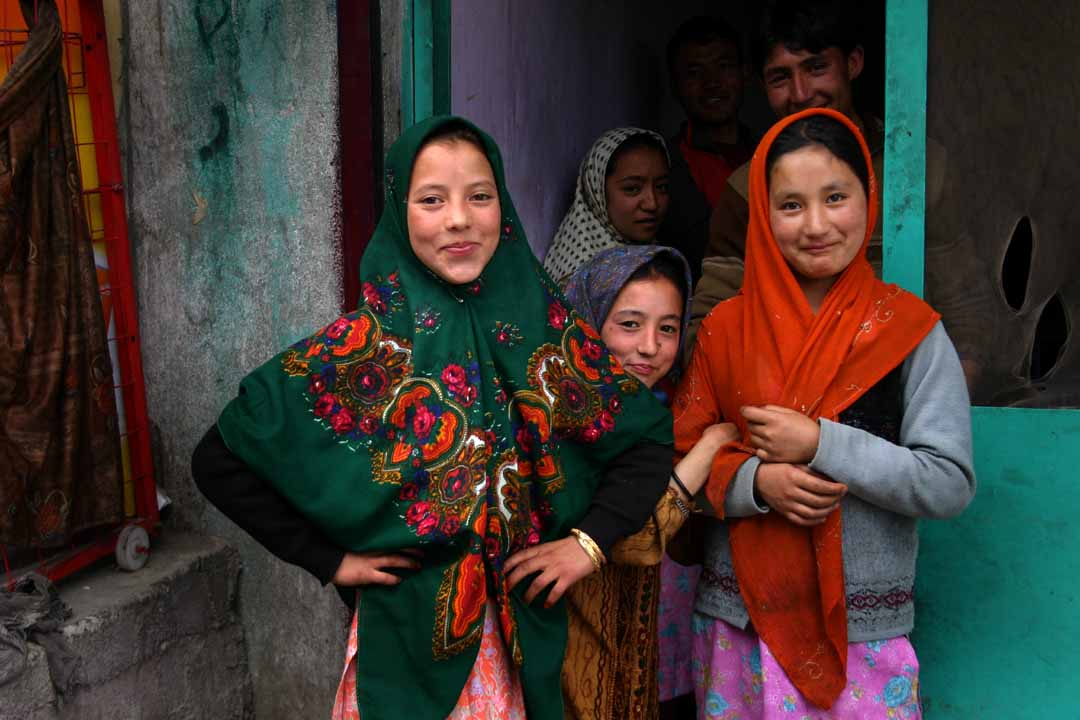
Einheimische in Kargil

Nach der Volkszählung von 2011 lag die Einwohnerzahl bei 140.802. Damit lag der Distrikt auf dem 603. Platz von 640 Distrikten in Indien. Die Bevölkerungsdichte lag 2011 bei 10 Einwohnern pro km², womit Kargil zusammen mit North Sikkim auf Platz 6 der am dünnsten besiedelten Distrikte Indiens lag. Der Bevölkerungszuwachs von 2001 bis 2011 betrug 18,02 %. Kargil hatte ein Geschlechterverhältnis von 810 Frauen auf 1000 Männer sowie eine Alphabetisierungsrate von 71,3 %.
76,9 % der Bevölkerung waren Muslime (mehrheitlich Schiiten). Die meisten Muslime gibt es in Kargil, Dras und dem unteren Tal des Suru. Von den übrigen Einwohnern waren 14,3 % tibetische Buddhisten und Bön und 7,3 % Hindus.
Ein großer Teil von Kargil wird von den Volksgruppen der Burig und der Balti mit tibetischem Ursprung bewohnt, die im 16. Jahrhundert zum Islam übertraten. Sie haben sich mit Dard, Mon und anderen Gruppen vermischt. Die überwiegend muslimischen Dard leben im Tal von Dras und sprechen Shina. Eine kleine Zahl von buddhistischen Dard, die als Brokpa bekannt sind, leben in der Region Dha-Hanu nahe dem Lamayuru-Kloster. Einige Arghons und Shina leben ebenfalls in Kargil.

## Sprachen
Purik wird von ungefähr 78 % der Bevölkerung gesprochen. 10 % sprechen eine Sprache der Dard-Sprachfamilie und 3 % sprechen Balti. Balti ist ein tibetischer Dialekt, der von den Einwohnern von Askardu und Turtuk im Nubratal nahe Leh gesprochen wird. Die Buddhisten von Zanskar sprechen Bhotia oder Ladakhi. Kaschmiri wird von etwa 50 % der Einwohner von Malayan am Zoji-La-Pass gesprochen. In Dras sprechen die Menschen drei Sprachen: neben Purik Shina und Kaschmiri.

## Landwirtschaft
Die Landwirtschaft bildet die wirtschaftliche Existenzgrundlage für den Großteil der Bevölkerung. Nach der offiziellen Distrikt-Statistik 2017–2018 wurden vor allem Weizen, verschiedene Hülsenfrüchte, Sorghumhirse und Futtermittel in Subsistenzwirtschaft angebaut. Die Aussaat erfolgt in den Monaten März bis April und die Ernte in den Monaten August bis Oktober. Auf etwa 19 km² wurden verschiedene Gartenbaufrüchte angebaut. Die gesamte landwirtschaftlich genutzte Fläche belief sich 2015–2016 auf etwa 109 km², d. h. weniger als 1 Prozent der Distriktfläche. In der Viehzucht wurden vor allem Schafe und Ziegen gehalten.

## Kultur
Zunächst waren die Einwohner von Kargil und Leh vor allem einem tibetischen Kultureinfluss ausgesetzt. Mit der Verbreitung des Islam wandelte sich dies zu einem persischen Einfluss. Dies ist ersichtlich im häufigen Gebrauch von persischen Worten und Sätzen in beliebten religiösen Liedern – den Marsia und Qasida. Bis in die jüngste Vergangenheit wurden besonders Kinder aus den Agha-Familien, Nachfahren von Sayyid-Predigern als direkte Nachfahren des Propheten Mohammad, in den Irak zur Erziehung geschickt. Angehörige anderer Familien studierten den Islam in Najaf im Irak und Qom im Iran. Diese Studenten werden üblicherweise Shiekh genannt.
Feierliche Anlässe wie Hochzeiten sind bei Muslimen und Buddhisten stark von Bräuchen und Ritualen geprägt. Von den beiden Distrikten Ladakhs hat Kargil die ethnisch gemischtere Bevölkerung und eine entsprechend größere Anzahl an lokalen Dialekten als Leh. Örtliche Volkslieder, die Rgya-Glu und Balti Ghazals, sind sehr beliebt und werden bei festlichen Anlässen vorgetragen. Die Tourismusverwaltung von Jammu und Kashmir bemüht sich, den Tourismus in der Region zu beleben, doch die fehlende touristische Infrastruktur erschwert dieses Vorhaben.

## Natur
Kargil ist der Lebensraum für viele bedrohte Tierarten wie den Schneeleoparden, den Tibetischen Wolf (Canis lupus langier), den Himalaya-Braunbär (Ursus arctos isabellinus), den Asiatischen Steinbock (Capra ibex), den Ladakh-Urial (Ovis vignei vignei), den Moschustieren (Moschus spp.) und dem Murmeltier. Aishwarya Maheshwari vom World Wildlife Fund (WWF) beklagt einen Rückgang der Wildtierbestände seit dem Kargil-Krieg.
Neben den bedrohten Tierarten leben viele Vogelarten in Kargil wie die Elster, der Haussperling, der Wiedehopf, der Karmingimpel (Gattung), die Alpenkrähe, der Bergzilpzalp, der Flussuferläufer und der Stieglitz. Die indische Armee hält Pferde, Maulesel und Esel als Lasttiere.

## Verwaltung
Der Distrikt Kargil besteht aus neun Blöcken:
- Dras
- Kargil
- Shargole
- Shakar-Chiktan
- Gund Mangalpur-Trespone
- Sankoo
- Taisuroo
- Zanskar
- Lungnuk[21]

Jeder Block hat eine Reihe von Panchayats.

### Ladakh Autonomous Hill Council
Das Ladakh Autonomous Hill Development Council, Kargil (LAHDC-K), das 2003 geschaffen wurde, ist eine lokal gewählte Versammlung. Die Versammlung hat 30 Mitglieder, von denen 26 von den jeweiligen Wahlbezirken gewählt werden und vier von den größten Minderheiten sowie den Frauen nominiert werden. Das Council wird vom Chief Executive Councillor geführt und hat vier weitere Executive Councillors. Der Chief Executive Councillor besitzt den Rang und die Machtbefugnisse eines Kabinettsministers, während die Executive Councillors auf der Stufe eines stellvertretenden Ministers stehen.